# Nazionale maschile under 19 di calcio della Germania
La nazionale di calcio tedesca Under-19 è la rappresentativa calcistica Under-19 della Germania ed è posta sotto l'egida della Deutscher Fussball-Bund.
Ogni stagione l'obiettivo di questa nazionale è di partecipare, attraverso il superamento di due fasi di qualificazione, all'Europeo Under-19, manifestazione a cadenza annuale tenuta di solito a luglio e che negli anni pari qualifica le migliori nazionali europee al Mondiale Under-20 dell'anno successivo.

## Piazzamenti agli Europei Under-19
- 2002: Secondo posto
- 2003: Turno di qualificazione
- 2004: Primo turno
- 2005: Semifinale
- 2006: Fase Elite
- 2007: Semifinale
- 2008: Campione
- 2009: Fase Elite
- 2010: Fase Elite
- 2011: Fase Elite
- 2012: Fase Elite
- 2013: Fase Elite
- 2014: Campione
- 2015: Primo turno
- 2016: Primo turno
- 2017: Primo turno
- 2018: Fase Elite
- 2019: Fase Elite
- 2020 - 2021: Tornei annullati
- 2022: Fase Elite
- 2023: Fase Elite
- 2024: Fase Elite
- 2025: Semifinale